# Meksykańska Akademia Wiedzy i Sztuki Filmowej
Meksykańska Akademia Wiedzy i Sztuki Filmowej (hiszp. Academia Mexicana de Artes y Ciencias Cinematográficas, ang. The Mexican Academy of Film Arts and Sciences) - powstała 3 lipca 1946 roku w Meksyku organizacja filmowa. Akademia przyznawała Nagrodę Ariel w latach 1947-1958. Później zaprzestano przyznawać nagrodę. Ceremonię wznowiono dopiero w 1972 roku.

## Założyciele
Dokument stwierdzający powstanie Akademii podpisali:
| - Celestino Gorostiza - Felipe Gregorio Castillo - Raúl de Anda - Carlos Carriedo Galván - César Santos Galindo - Fernando Soler - Manuel Fontanals - Ignacio Fernández Esperón - Eduardo Hernández Moncada - Oswaldo Diaz Rúanova - Fernando Morales Ortiz - Eugenio Maldonado | - José María Sánchez García - Antonio Castro Leal - Adela Formoso de Obregón Santacilia - Carlos Pellicer - Alejandro Galindo - Juán Manuel Torrea - Jorge Fernández - Francisco de P. Cabrera - Ángel Garasa Bergés - Adolfo Fernández Bustamante - Gabriel Figueroa |

## Struktury
Sierpień 2002 - Sierpień 2006
- Prezydent: Diana Bracho, aktor
- Sekretarz: Pedro Armendáriz Jr., aktor
- Skarbnik: Victor Hugo Rascón Banda, scenarzysta
- Członkowie rady:
  - Vicente Leñero, scenarzysta
  - Carlos Carrera, reżyser

## Członkowie Akademii
| - Ana Ofelia Murguía, aktorka - Arturo de la Rosa, operator - Blanca Guerra, aktorka - Brigitte Broch, scenograf - Carlos Carrera, reżyser - Diana Bracho, aktorka - Ernesto Gómez Cruz, aktor - Felipe Cazals, reżyser - Guillermo Granillo, operator - Jorge Fons, reżyser - José Buil, reżyser - José Luis García Agraz, reżyser - Juan Antonio de la Riva, reżyser | - Lucía Álvarez, kompozytor - Margarita Sanz, aktorka - María Rojo, aktorka - Mariestela Fernández, kostiumolog - Nerio Barberis, dźwiękowiec - Oscar Figueroa, montażysta - Patricia Reyes Spíndola, aktorka - Pedro Armendáriz, aktor - Sigfrido Barjau, montażysta - Tomás Pérez Turrent, scenarzysta - Toni Kuhn, operator - Vicente Leñero, scenarzysta - Victor Hugo Rascón Banda, scenarzysta |